# Selección de fútbol sub-20 de Costa de Marfil
La Selección de fútbol sub-20 de Costa de Marfil, conocida también como la Selección juvenil de fútbol de Costa de Marfil, es el equipo que representa al país en la Copa Mundial de Fútbol Sub-20 y en el Campeonato Juvenil Africano, y es controlada por la Federación Marfileña de Fútbol.

## Estadísticas

### Mundial Sub-20
- 1977 : Fase de grupos
- de 1979 a 1981 : No clasificó
- 1983 : Fase de grupos
- de 1985 a 1989 : No clasificó
- 1991 : Fase de grupos
- de 1993 a 1995 : No clasificó
- 1997 : Fase de grupos
- de 1999 a 2001 : No clasificó
- 2003 : Octavos de final
- de 2005 a 2019 : No clasificó